# 月亮蝦餅

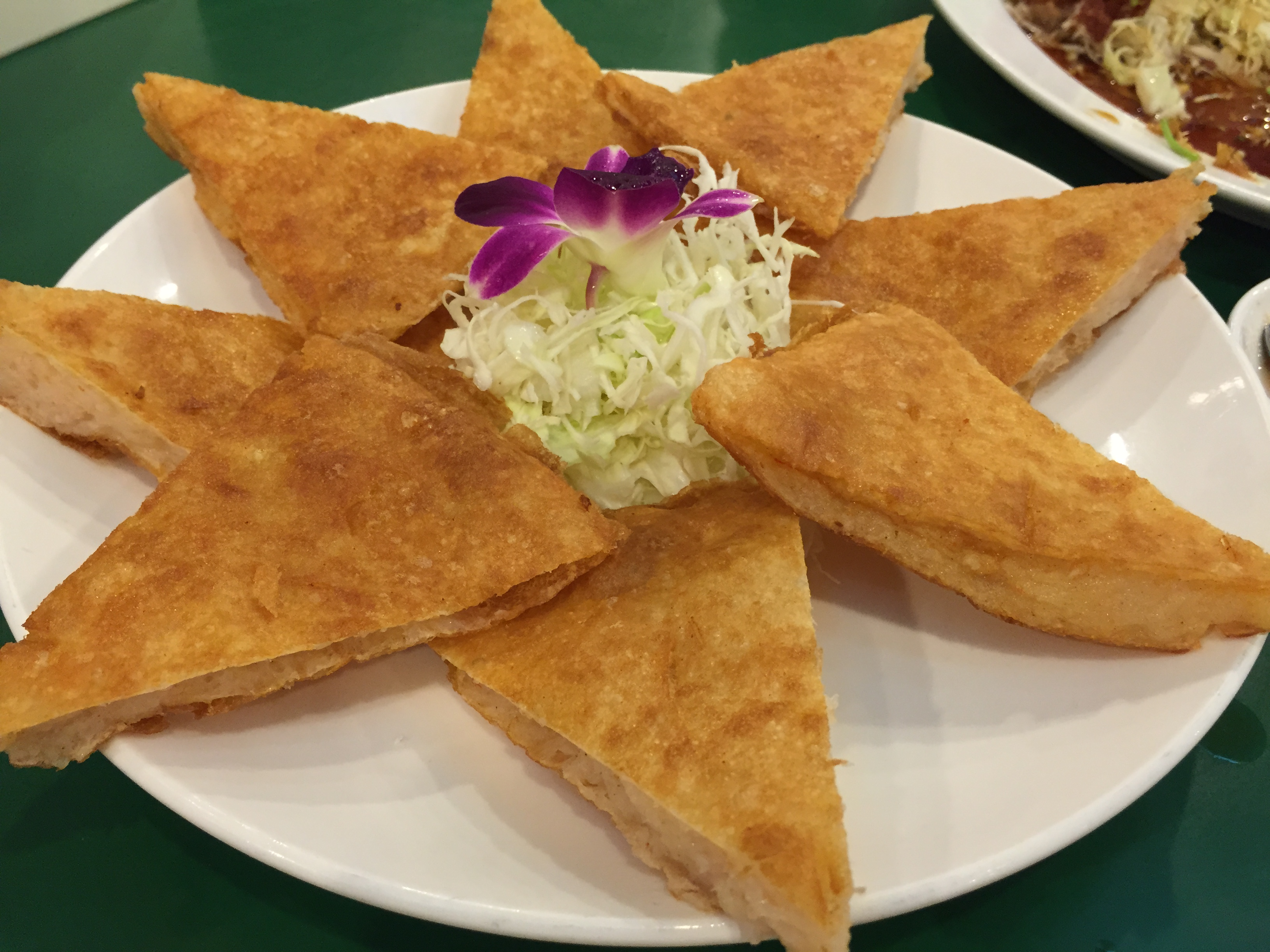
月亮蝦餅の例（台北市）

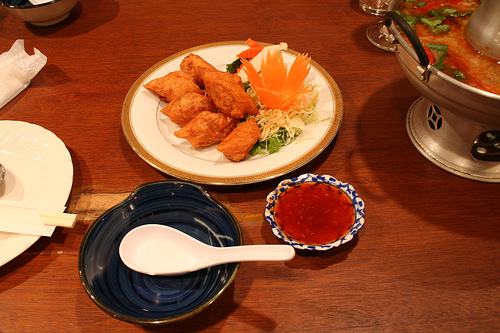
（参考）トートマンクンの例

月亮蝦餅（ユェリャンシャービン）は、台湾のタイ料理店で食されている料理であるが、タイ王国では食されていないタイ料理である。
日本では「台湾式タイ風えび揚げ」と紹介されることもある。
タイ料理にはエビのすり身にパン粉をつけて揚げた「トートマンクン（ทอดมันกุ้ง、Tod Mun Goong）」という料理がある。このエビのすり身を春巻きの皮に挟んで焼き上げた料理が月亮蝦餅である。
カットする前の形状が満月に似ていることから名づけられた。